# Wieża widokowa w Bad Freienwalde (Oder)
Wieża widokowa w Bad Freienwalde (Oder) – 26-metrowej wysokości wieża widokowa stanowiąca równocześnie pomnik poległych w różnych wojnach pruskich, zlokalizowana w południowej części miasta Bad Freienwalde (Oder), na terenie Brandenburgii w Niemczech (powiat Märkisch-Oderland). Stoi na wzgórzu Galgenberg.

## Historia
Galgenberg jest popularny wśród turystów pieszych od połowy XIX wieku ze względu na dobry widok na miasto i okolice. Do wieku XVIII góra służyła gminie jako miejsce egzekucji, a nazwa Galgenberg została po raz pierwszy wymieniona w 1603. Później wydobywano tu piasek szklarski, a do 1960 także węgiel brunatny. W 1859 kaznodzieja Johann Wilhelm Melcher złożył wniosek o budowę na wzgórzu wieży, która wówczas nosiła drugą nazwę: Wilhelmshöhe. Ostatecznie, z uwagi na liczne wojny toczone przez Prusy, wieża ostatecznie została otwarta dopiero 18 maja 1879, jako pomnik wojenny. U jego podstawy znajdują się tablice upamiętniające poległych w wojnie niemiecko-duńskiej (1864), prusko-austriackiej (1866) i francusko-pruskiej (1870–1871). W czasach NRD obiekt popadł w ruinę. Został odnowiony po zmianach ustrojowych i ponownie otwarty w 1995.

## Architektura i turystyka
Obiekt wzniesiono z czerwonej cegły, w lesie, na terenie dzielnicy zabudowanej XIX- i XX-wiecznymi willami oraz rezydencjami. Z wieży istnieje widok na miasto i dolinę Odry, także na stronę Polską. Na szczyt prowadzi 98 schodów. Wieża jest również punktem końcowym (lub początkowym) szlaku turystycznego o górskim charakterze, który łączy cztery wieże rozlokowane wokół Bad Freienwalde na 12-kilometrowej trasie wzdłuż wzgórz Barnimer. Do wieży prowadzi też kilka innych szlaków turystycznych.

## Cmentarz żydowski
U podnóża Galgenbergu istniał w przeszłości cmentarz żydowski, z którego do 1730 korzystali również żydowscy obywatele Wriezen. W noc kryształową (9-10 listopada 1938) został zbezczeszczony przez lokalnych niemieckich nazistów, a po 1945 zlikwidowany. Na jego miejscu od 1950 stoi stosowny pomnik.

## Galeria

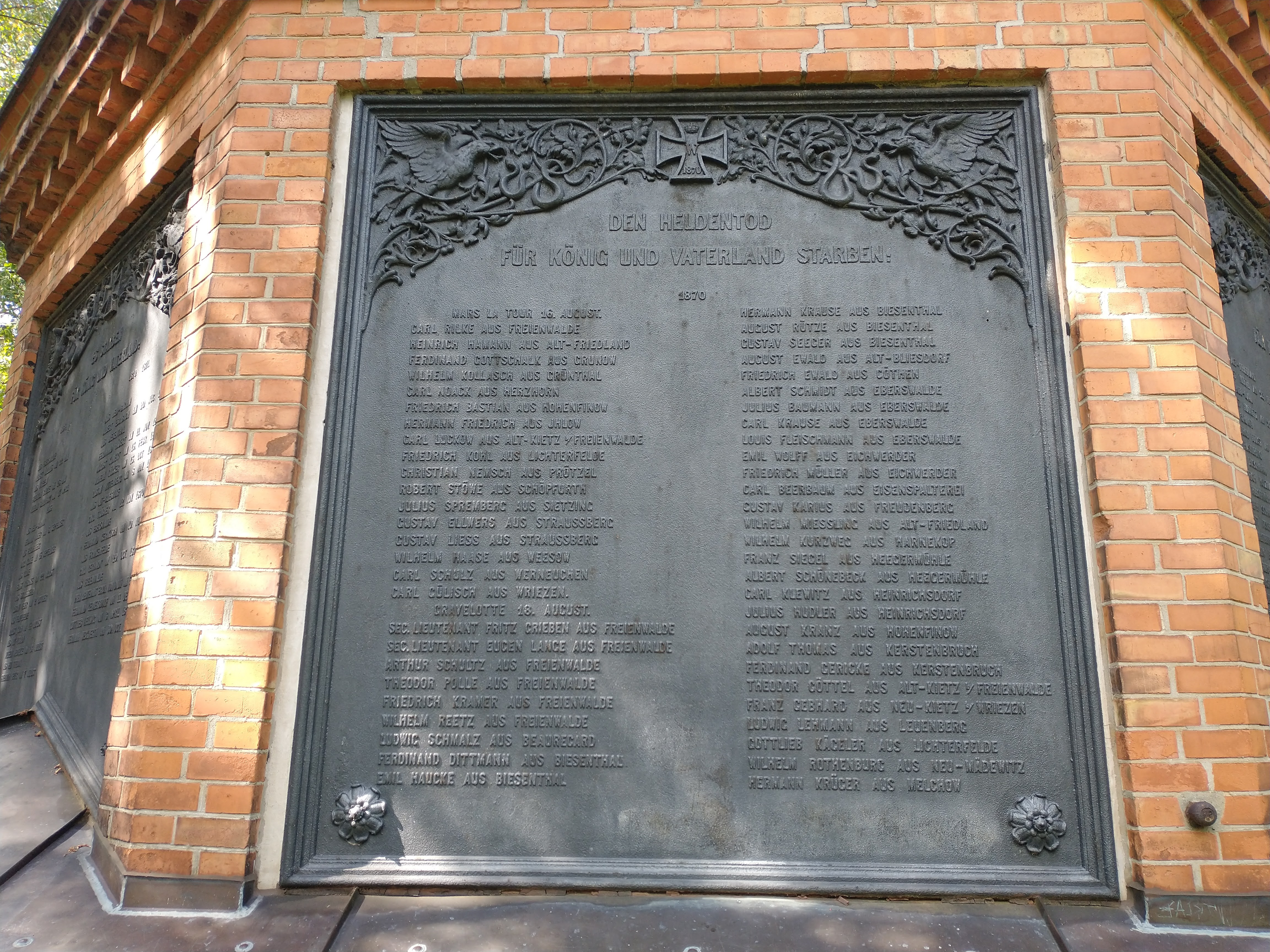
Jedna z tablic pamiątkowych
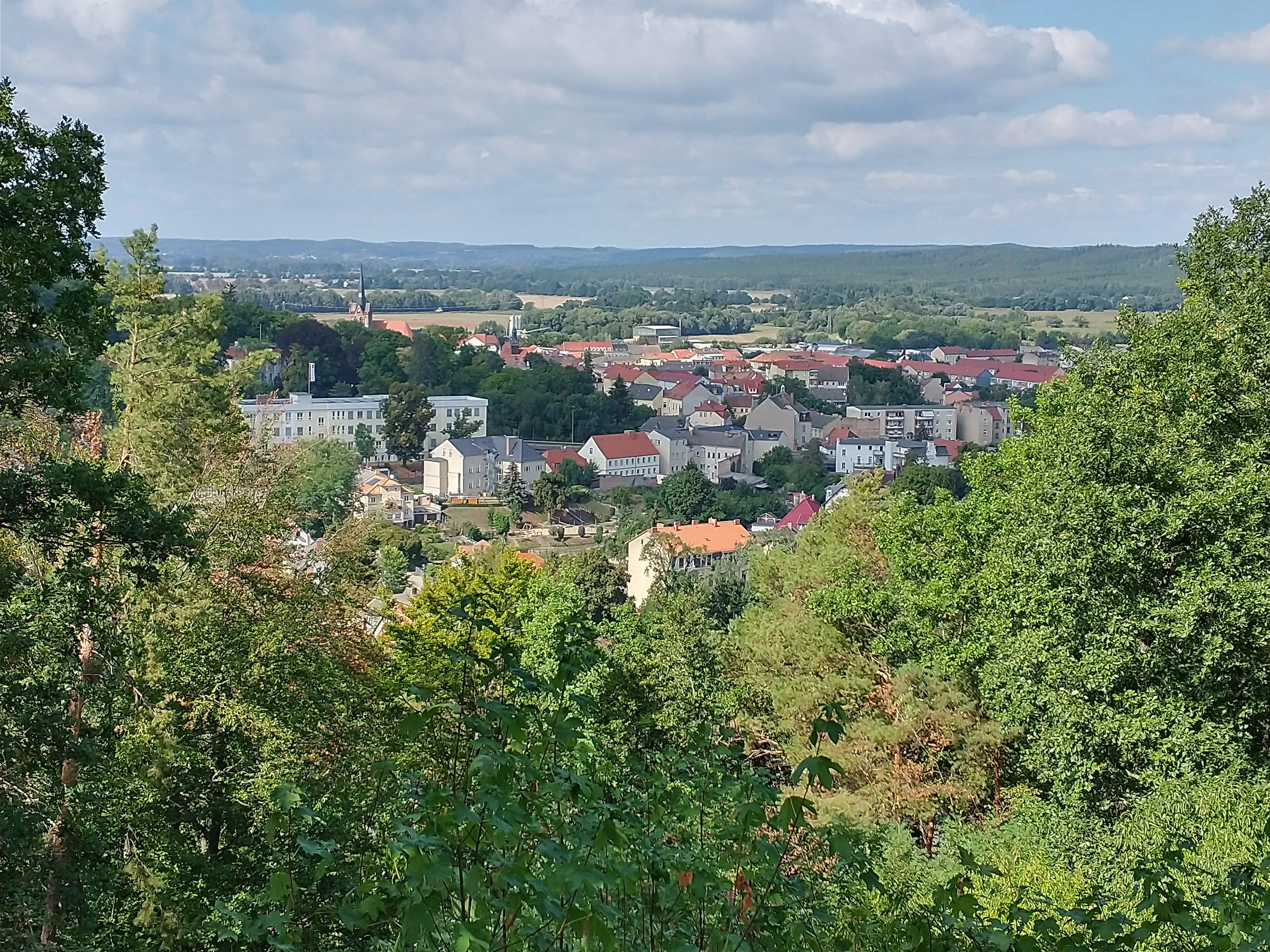
Widok na miasto
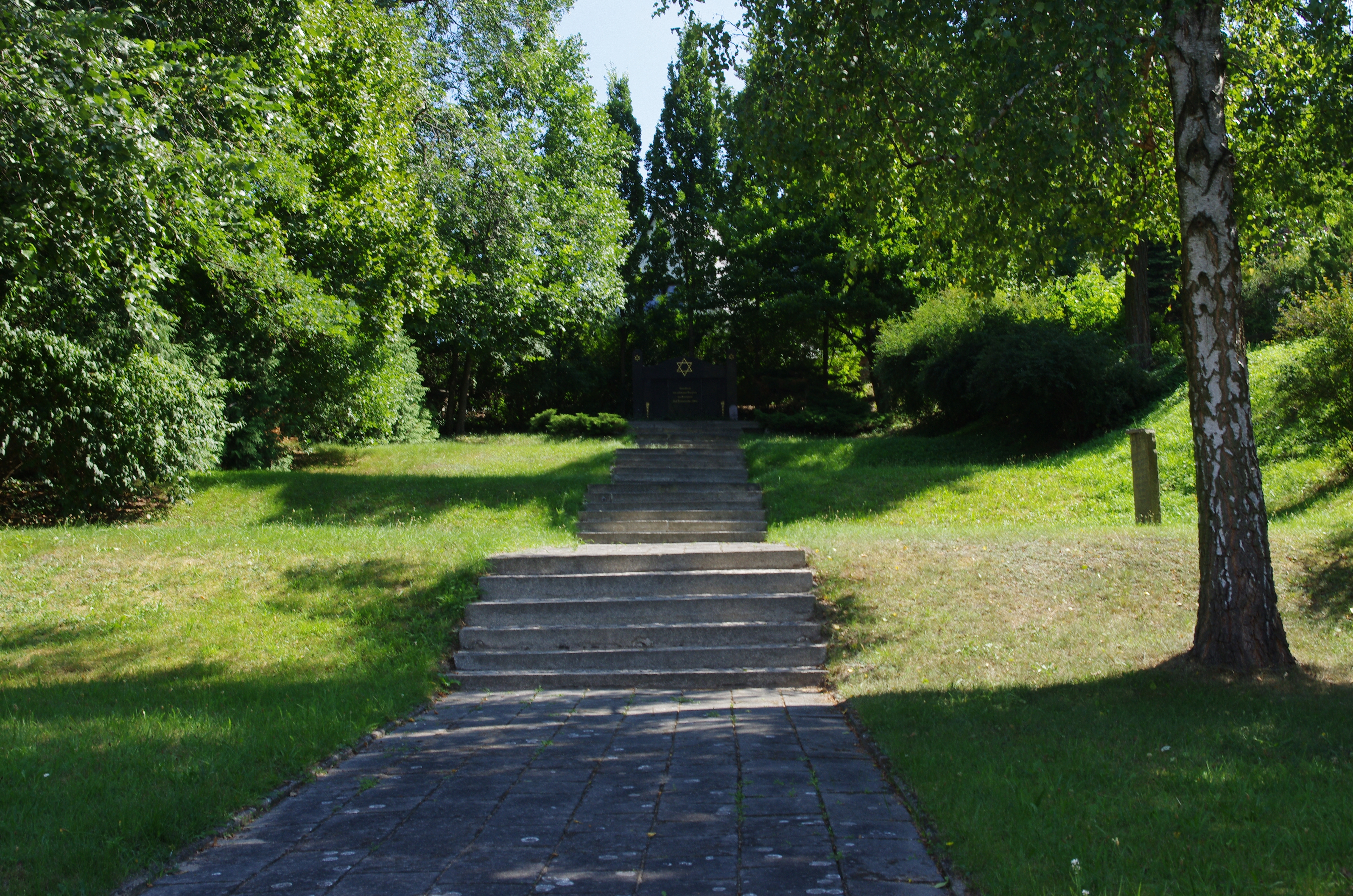
Cmentarz żydowski